# A Rural Demon
A Rural Demon er en amerikansk stumfilm fra 1914 af Henry Lehrman og Mack Sennett.

## Medvirkende
- Roscoe 'Fatty' Arbuckle
- Eva Nelson